# Torneo Kurowashiki 2013 (femminile)
Il Torneo Kurowashiki 2013 si è svolto dal 1° al 6 maggio 2013: al torneo hanno partecipato sedici squadre di club, universitarie e scolastiche giapponesi e la vittoria finale è andata per la terza volta alle Hisamitsu Springs.

## Regolamento
La competizione prevede che vi prendano parte 16 squadre. Sono previsti due fasi: nella prima si svolge un turno preliminare a gironi, mentre nella seconda si svolgono quarti di finale, semifinali e finale.

## Partecipanti
| - Ageo Medics - Denso Airybees - Hiroshima Oilers - Hisamitsu Springs | - Hitachi Rivale - JT Marvelous - Kaetsu University - NEC Red Rockets | - Makoto HS - Nippon Sport Science University - Okayama Seagulls - Toray Arrows | - Pioneer Red Wings - Shimokitazawa HS - Toyota Queenseis - Tōkai Daigaku |

## Competizione

### Prima fase

#### Gruppo A
| Squadre             | NEC Red Rockets | Pioneer Red Wings | Sport Science Univ. | Makoto HS | G | V | P |
| ------------------- | --------------- | ----------------- | ------------------- | --------- | - | - | - |
| NEC Red Rockets     |                 | 3 - 1             | 3 - 0               | 3 - 0     | 3 | 3 | 0 |
| Pioneer Red Wings   | 1 - 3           |                   | 3 - 0               | 3 - 0     | 3 | 2 | 1 |
| Sport Science Univ. | 0 - 3           | 0 - 3             |                     | 3 - 2     | 3 | 1 | 2 |
| Makoto HS           | 0 - 3           | 0 - 3             | 2 - 3               |           | 3 | 0 | 3 |

#### Gruppo B
| Squadre           | Hisamitsu Springs | Denso Airybees | Hitachi Rivale | Tōkai Daigaku | G | V | P |
| ----------------- | ----------------- | -------------- | -------------- | ------------- | - | - | - |
| Hisamitsu Springs |                   | 3 - 0          | 3 - 2          | 3 - 0         | 3 | 3 | 0 |
| Denso Airybees    | 0 - 3             |                | 1 - 3          | 3 - 2         | 3 | 1 | 2 |
| Hitachi Rivale    | 2 - 3             | 3 - 1          |                | 3 - 0         | 3 | 2 | 1 |
| Tōkai Daigaku     | 0 - 3             | 2 - 3          | 0 - 3          |               | 3 | 0 | 3 |

#### Gruppo C
| Squadre           | Toray Arrows | JT Marvelous | Hiroshima Oilers | Kaetsu University | G | V | P |
| ----------------- | ------------ | ------------ | ---------------- | ----------------- | - | - | - |
| Toray Arrows      |              | 3 - 0        | 3 - 0            | 3 - 0             | 3 | 3 | 0 |
| JT Marvelous      | 0 - 3        |              | 3 - 0            | 3 - 0             | 3 | 2 | 1 |
| Hiroshima Oilers  | 0 - 3        | 0 - 3        |                  | 1 - 3             | 3 | 0 | 3 |
| Kaetsu University | 0 - 3        | 0 - 3        | 3 - 1            |                   | 3 | 1 | 2 |

#### Gruppo D
| Squadre          | Okayama Seagulls | Toyota Queenseis | Ageo Medics | Shimokitazawa HS | G | V | P |
| ---------------- | ---------------- | ---------------- | ----------- | ---------------- | - | - | - |
| Okayama Seagulls |                  | 3 - 1            | 3 - 2       | 3 - 0            | 3 | 3 | 0 |
| Toyota Queenseis | 1 - 3            |                  | 0 - 3       | 3 - 0            | 3 | 1 | 2 |
| Ageo Medics      | 2 - 3            | 3 - 0            |             | 3 - 0            | 3 | 2 | 1 |
| Shimokitazawa HS | 0 - 3            | 0 - 3            | 0 - 3       |                  | 3 | 0 | 3 |

#### Squadre qualificate
- NEC Red Rockets
- Pioneer Red Wings
- Hisamitsu Springs
- Hitachi Rivale
- Toray Arrows
- JT Marvelous
- Okayama Seagulls
- Ageo Medics

### Seconda fase
|  | Quarti di finale  | Quarti di finale  | Quarti di finale  |                   |                   | Semifinali        | Semifinali | Semifinali |  |  | Finale | Finale | Finale |  |
|  |                   |                   |                   |                   |                   |                   |            |            |  |  |        |        |        |  |
|  | NEC Red Rockets   | NEC Red Rockets   | 3                 |                   |                   |                   |            |            |  |  |        |        |        |  |
|  | NEC Red Rockets   | NEC Red Rockets   | 3                 |                   |                   |                   |            |            |  |  |        |        |        |  |
|  | Hitachi Rivale    | Hitachi Rivale    | 1                 |                   |                   |                   |            |            |  |  |        |        |        |  |
|  | Hitachi Rivale    | Hitachi Rivale    | 1                 |                   | NEC Red Rockets   | NEC Red Rockets   | 3          |            |  |  |        |        |        |  |
|  |                   |                   |                   |                   | NEC Red Rockets   | NEC Red Rockets   | 3          |            |  |  |        |        |        |  |
|  |                   |                   | JT Marvelous      | JT Marvelous      | 0                 |                   |            |            |  |  |        |        |        |  |
|  | JT Marvelous      | JT Marvelous      | JT Marvelous      | JT Marvelous      | 0                 | 3                 |            |            |  |  |        |        |        |  |
|  | JT Marvelous      | JT Marvelous      |                   |                   |                   |                   |            |            |  |  |        |        |        |  |
|  | Okayama Seagulls  | Okayama Seagulls  | 0                 |                   |                   |                   |            |            |  |  |        |        |        |  |
|  | Okayama Seagulls  | Okayama Seagulls  | 0                 |                   | NEC Red Rockets   | NEC Red Rockets   | 0          |            |  |  |        |        |        |  |
|  |                   |                   |                   |                   |                   |                   |            |            |  |  |        |        |        |  |
|  |                   |                   | Hisamitsu Springs | Hisamitsu Springs | 3                 |                   |            |            |  |  |        |        |        |  |
|  | Pioneer Red Wings | Pioneer Red Wings | Hisamitsu Springs | Hisamitsu Springs | 3                 | 0                 |            |            |  |  |        |        |        |  |
|  | Pioneer Red Wings | Pioneer Red Wings |                   |                   |                   |                   |            |            |  |  |        |        |        |  |
|  | Hisamitsu Springs | Hisamitsu Springs | 3                 |                   |                   |                   |            |            |  |  |        |        |        |  |
|  | Hisamitsu Springs | Hisamitsu Springs | 3                 |                   | Hisamitsu Springs | Hisamitsu Springs | 3          |            |  |  |        |        |        |  |
|  |                   |                   |                   |                   | Hisamitsu Springs | Hisamitsu Springs | 3          |            |  |  |        |        |        |  |
|  |                   |                   | Toray Arrows      | Toray Arrows      | 1                 |                   |            |            |  |  |        |        |        |  |
|  | Toray Arrows      | Toray Arrows      | Toray Arrows      | Toray Arrows      | 1                 | 3                 |            |            |  |  |        |        |        |  |
|  | Toray Arrows      | Toray Arrows      |                   |                   |                   |                   |            |            |  |  |        |        |        |  |
|  | Ageo Medics       | Ageo Medics       | 1                 |                   |                   |                   |            |            |  |  |        |        |        |  |

#### Quarti di finale
| 4 maggio 2013 Osaka Prefectural Gymnasium, Osaka | NEC Red Rockets   | 3 - 0 | Hitachi Rivale    | 20-25, 25-21, 25-21, 25-19 |
| 4 maggio 2013 Osaka Prefectural Gymnasium, Osaka | JT Marvelous      | 3 - 0 | Okayama Seagulls  | 25-15, 25-21, 25-19        |
| 4 maggio 2013 Osaka Prefectural Gymnasium, Osaka | Pioneer Red Wings | 0 - 3 | Hisamitsu Springs | 16-25, 18-25, 15-25        |
| 4 maggio 2013 Osaka Prefectural Gymnasium, Osaka | Toray Arrows      | 3 - 1 | Ageo Medics       | 26-28, 25-23, 25-20, 25-16 |

##### Semifinali
| 5 maggio 2013 - ore 11.00 Osaka Prefectural Gymnasium, Osaka | NEC Red Rockets | 3 - 0 | JT Marvelous      | 25-22, 25-19, 25-21        |
| 5 maggio 2013 - ore 13.45 Osaka Prefectural Gymnasium, Osaka | Toray Arrows    | 1 - 3 | Hisamitsu Springs | 22-25, 25-22, 12-25, 19-25 |

##### Finale
| 6 maggio 2013 - ore 12.05 Osaka Prefectural Gymnasium, Osaka | NEC Red Rockets | 0 - 3 | Hisamitsu Springs | 17-25, 21-25, 20-25 |

## Premi individuali
| Premio                     | Giocatrice       | Squadra           |
| -------------------------- | ---------------- | ----------------- |
| MVP                        | Kanako Hirai     | Hisamitsu Springs |
| Miglior spirito combattivo | Sachiko Sugiyama | NEC Red Rockets   |
| Sestetto ideale            | Kanako Hirai     | Hisamitsu Springs |
| Sestetto ideale            | Risa Shinnabe    | Hisamitsu Springs |
| Sestetto ideale            | Miyu Nagaoka     | Hisamitsu Springs |
| Sestetto ideale            | Sachiko Sugiyama | NEC Red Rockets   |
| Sestetto ideale            | Ai Ōtomo         | JT Marvelous      |
| Sestetto ideale            | Hitomi Nakamichi | Toray Arrows      |
| Miglior libero             | Kotoki Zayasu    | Hisamitsu Springs |